# Gare d'Amsterdam-Sud
La gare d'Amsterdam-Sud (en néerlandais : Station Amsterdam Zuid, ou plus communément Amsterdam Zuid) est l'une des principales gares ferroviaires de la ville d'Amsterdam aux Pays-Bas. Elle est située dans l'arrondissement Sud, au cœur du quartier d'affaires du Zuidas, qui abrite entre autres le World Trade Center (WTC) d'Amsterdam. La gare s'appelle ainsi Amsterdam Zuid WTC avant l'adoption du nouveau nom en 2006.
Amsterdam-Sud fait partie des trois gares les plus fréquentées de la capitale avec Amsterdam-Central et Amsterdam-Amstel, notamment du fait de sa position stratégique sur l'axe d'Utrecht-Central à La Haye-Central via Hilversum, Weesp et Leyde, qui dessert aussi la gare de l'aéroport d'Amsterdam-Schiphol. Le développement du quartier d'affaires du Zuidas devrait en faire la deuxième gare la plus fréquentée de la ville d'ici quelques années. La gare, qui est également desservie par les lignes 50, 51 et 52 du métro d'Amsterdam, constitue le terminus sud de cette dernière, la Noord/Zuidlijn, devant être prolongée vers le sud-ouest, en direction de Hoofddorp.

## Histoire
La gare figure déjà à son emplacement actuel dans le Plan d'agrandissement d'Amsterdam-sud développé par l'architecte néerlandais Hendrik Petrus Berlage en 1917. « La gare d'Amsterdam-Sud » est ouverte le 20 décembre 1978, lors de la mise en service de la ligne venant de l'aéroport d'Amsterdam-Schiphol. 
Le service est étendu vers l'ouest en direction de Leyde en 1981, puis vers l'est en direction de la gare temporaire de Amsterdam RAI. L'ouverture du World Trade Center en 1985 implique un changement du nom en Amsterdam Zuid WTC. 
La gare a fait l'objet de travaux d'agrandissement entre 2005 et 2006 (avec l'ajout de deux nouvelles voies et d'un quai). Le suffixe WTC est de nouveau supprimé en 2007. Une nouvelle entrée est réalisée de 2011 à 2012.